# Erateina cyclopata
Erateina cyclopata är en fjärilsart som beskrevs av Otto Staudinger 1894. Erateina cyclopata ingår i släktet Erateina och familjen mätare. Inga underarter finns listade i Catalogue of Life.